# Walter Maurice Elsasser
Walter Maurice Elsasser (Mannheim, Alemanya, 20 març 1904 - Baltimore, Maryland, EUA, 14 octubre 1991), fou un físic alemany nacionalitzat estatunidenc, que realitzà importants aportacions en els camps de la mecànica quàntica, geomagnetisme, sismologia, dinàmica atmosfèrica i biofísica.

## Vida

### Els anys de formació
Elsasser era fill de Maurice Elsasser i Johanna Masius, els seus avis eren pròspers mercaders jueus i el seu pare advocat. Els pares li amagaren el seu origen jueu que no descobrí fins als quinze anys. Realitzà els seus estudis al Gymnasium on es preparava intensament en matèries clàssiques (llatí, grec, matemàtiques, història i religió) i molt poc en física i química. El seu interès per la ciència li arribà gràcies a la lectura d'una revista de ciència popular a la qual el seu pare estava subscrit i amb la lectura del popular llibre d'Ernst Haeckel The Riddles of the Universe que tenia el seu pare.
Un breu pas per l'empresa del seu avi el convencé que la ciència, i específicament la física, era una millor opció que els negocis, i entrà a la Universitat de Heidelberg el 1922, on el professor de física era el premi Nobel de Física de 1905 Philipp Lenard (1862-1947). El fet que aquest fou un destacat membre del partit nazi, motivà Elsasser a canviar d'universitat i, el 1923, es traslladà a la Universitat de Múnic, on estudià amb Wilhelm Wien i Arnold Sommerfeld. Però també es respirava en l'ambient un fort antisemitisme i decidí traslladar-se a la Universitat de Göttingen, on es doctorà el 1927.

### Investigador a Europa
Una vegada doctorat s'incorporà a la Universitat de Leiden, als Països Baixos, com ajudant de Paul Ehrenfest, a través de la recomanació de Robert Oppenheimer. Ehrenfest i Elsasser, ambdós amb personalitats sensibles, s'enfrontaren i després de diverses setmanes d'escalada de tensió, Elsasser partí amb un estat de depressió cap a Berlín, on vivien els seus pares. Després d'un altre semestre postdoctoral, aquest cop amb Wolfgang Pauli a la Universitat de Züric, Suïssa, Elsasser agafà plaça d'ajudant d'investigació amb Fritz Houtermans a la Technische Hochschule de Berlín. A l'estiu de 1930, Elsasser es convertí en especialista tècnic en el nou Institut Tècnic a Kharkiv, Ucraïna; però la seva mala salut l'obligà al retornar a Berlín després de només sis mesos. L'estiu següent, fou nomenat ajudant de Erwin Madelung a la Universitat de Frankfurt. Però, el 1933 i degut a l'increment de l'antisemitisme, partí novament cap a Zuric on, poc després Pauli li aconseguí una plaça a París al laboratori de Frédéric Joliot.

### Investigador als Estats Units
Tanmateix Elsasser no se sentia còmode en la cultura francesa i decidí emigrar als Estats Units. Els visità el 1935 i s'hi traslladà definitivament el 1936 per a treballar al departament de metrologia del Caltech. El 1937 es casà amb la nord-americana, Margaret Trahey.
El 1941, el cap d'investigació de l'Oficina Meteorològica dels Estats Units tractà de persuadir el Caltech per fer cap del departament a Elsasser. Això no agradà a Theodore von Kármán que tenia gran influència en el departament i expulsà Elsasser. Després d'un breu període a l'Observatori Meteorològic de Harvard Blue Hill, on publicà una monografia sobre els seus estudis de radiació infraroja, Elsässer s'uní al Cos de Senyals de l'Exèrcit com a expert civil, treballant primer en l'electrònica (a Fort Monmouth) i després sobre els efectes meteorològics en l'ús de radar (a Nova York). Després de la guerra havia seguit períodes curts en els laboratoris de RCA a Princeton i a la Universitat de Pennsylvania. El 1950 acceptà una invitació per desenvolupar un programa de postgrau de física a la Universitat de Utah, on es dedicà a camp d'investigació que havia cultivant gairebé com una diversió al costat de les seves funcions oficials des de finals dels anys 1930: el geomagnetisme.
Elsasser perdé la seva esposa Margaret el 1954. Una dècada més tard es casà amb Susanne Rosenfeld, una amiga de la infància. Elsasser seguí canviant de línies d'investigació i d'universitats: tornà a la física i més tard a l'oceanografia, a la Universitat de Califòrnia a San Diego (1956), a la geologia a la Universitat de Princeton (1962), a una càtedra d'investigació a l'Institut de Dinàmica de Fluids i Matemàtiques Aplicades a Maryland (1967) i, finalment, com a professor adjunt de la terra i ciències planetàries a la Universitat Johns Hopkins (1974).
Elsässer fou elegit el 1957 membre de l'Acadèmia Nacional de Ciències, rebé les medalles Bowie i Fleming de la Unió Geofísica Americana (en 1959 i 1971, respectivament), la Medalla Gauss a Alemanya (1977), la Medalla Penrose de la Societat Geològica d'Amèrica (1979) i la Medalla Nacional de la Ciència (1987).

## Obra

### Mecànica quàntica
A la Universitat de Göttingen (1925-1927) fou alumne de James Franck. En un seminari de Max Born sobre l'estructura atòmica conegué un experiment de Clinton Joseph Davisson i Charles Henry Kunsman en els Laboratoris Bell en el qual la distribució angular dels electrons dispersats per una placa de platí mostrava màxims i mínims i també acabava de conèixer la hipòtesi de Louis de Broglie sobre la naturalesa ondulatòria dels electrons. Elsässer suggerí que els patrons de dispersió d'electrons, així com l'efecte Ramsauer, podrien ser fenòmens d'interferència. Franck i Born animaren Elsässer a publicar-ho. La majoria dels lectors, incloent a Einstein, no quedaren del tot convençuts. Tanmateix Davisson, malgrat considerà aquesta explicació amb escepticisme, millorà el seu experiment amb innovacions metodològiques amb el seu ajudant Lester Halbert Germer que conduïren la demostració de la hipòtesi de De Broglie. Per a aquest treball, Davisson rebé el Premi Nobel de Física el 1937.
A París rebutjà la idea llavors generalitzada que les partícules alfa constituïen una mena de bloc de construcció principal de nuclis més pesats, Elsasser recollí un suggeriment de James Holley Bartlett i teoritzà, basat-se en el principi d'exclusió de Pauli, que els nucleons estaven situats a capes nuclears anàlogues a les capes electròniques. Elsasser trobà l'evidència en el nombre d'isòtops estables per a un nombre atòmic donat, en l'abundància relativa dels isòtops, i en energies d'enllaç nuclears. No obstant això, no aconseguí completar una teoria. Amb més dades Maria Goeppert-Mayer (1906-1972) i Hans Jensen (1907-1973) desenvoluparen de forma independent una teoria més completa de l'estructura de la closca nuclear en la dècada dels 40, treball que guanyà el Premi Nobel de Física el 1963.

### Geomagnetisme
Elsasser pensà que el camp magnètic de la Terra era degut a una dinamo autosostinguda al nucli metàl·lic fos. Una pista clau fou la similitud entre els mapes de les variacions a llarg termini del camp magnètic de la Terra i els mapes de fluxos atmosfèrics coneguts pel seu treball en la meteorologia. Elsässer teoritzà que les forces de Coriolis i els corrents de convecció en el líquid conductor es combinaven per produir camps elèctrics i magnètics toroïdals que tenen un efecte de retroalimentació un sobre l'altre. Encara que alguns detalls no estaven clars, argumentà que la seva teoria donava l'ordre de magnitud correcte de la força del camp magnètic. A mitjans de la dècada de 1950, el col·lega d'Elsasser a Utah, Eugene Newman Parker, i els físics britànics Edward Cruixent Bullard i el d'origen australià George Keith Batchelor havien explorat models de dinamo alternatius i elaborat les matemàtiques que mostren que el camp era autosuficient. La teoria de la dinamo finalment rebé una àmplia acceptació. Posteriorment, també es convertí en un element clau del treball guanyador del Premi Nobel de Física del 1970, atorgat a Hannes Alfvén en l'electrodinàmica de plasma. A la dècada de 1960, els interessos geofísics d'Elsasser van moure en el modelatge de deformació sísmica en el context de la teoria emergent de la tectònica de plaques.